# N706i
FOMA N706i（フォーマ・エヌ なな まる ろく アイ）は、日本電気 (NEC) によって開発された、NTTドコモの第三世代携帯電話 (FOMA) 端末である。

## 概要
- N705iの後継機種である。N705iの「amadana」に代わって、「Francfranc」とコラボレーションをしている。薄型化され、N705iμで搭載された背面のLED表示である「My　Signal」を採用している。706iシリーズの中では高機能な端末であるが、デザイン面を強調している。また、機能とデザイン共に同時期発表のSoftBank 821Nに似ている。
- 外部メモリーは規格上限の2GBまで（ドコモ発表）のmicroSDに対応。カメラ性能は、CMOS約200万画素を搭載。ただし、N705iにあったインカメラは省かれた。
- N705iではできなかったワンセグの録画については、本機種ではmicroSDカードに録画できるようになった（本体へは不可）。

| 主な対応サービス           | 主な対応サービス                    | 主な対応サービス                | 主な対応サービス                                     |
| -------------------------- | ----------------------------------- | ------------------------------- | ---------------------------------------------------- |
| DCMX／おサイフケータイ     | うた・ホーダイ                      | 着うたフル／着うた              | デジタルオーディオプレーヤー(WMA)(AAC)(SDオーディオ) |
| 直感ゲーム／メガiアプリ    | Music&Videoチャネル／ビデオクリップ | GSM／3Gローミング（WORLD WING） | プッシュトーク                                       |
| FOMAハイスピード           | GPS／ケータイお探し                 | デコメール／デコメ絵文字        | iチャネル                                            |
| 着もじ                     | テレビ電話／キャラ電                | 電話帳お預かりサービス          | フルブラウザ                                         |
| おまかせロック／バイオ認証 | 外部メモリーへiモードコンテンツ移行 | トルカ                          | iC通信／iCお引越しサービス                           |
| きせかえツール／マチキャラ | バーコードリーダ／名刺リーダ        | 2in1                            | エリアメール                                         |

### プリインストール iアプリ
- 地図アプリ
- 海外旅行便利ツール
- Gガイド番組表リモコン
- DCMXクレジットアプリ
- ケータイクレジットiD
- iアプリバンキング
- 日英版しゃべって翻訳 for N
- 絶対視覚
- モバイルGoogle マップ
- FOMA通信環境確認
- 楽オク出品アプリ

### ワンセグ機能
- クイックインフォ

## 歴史
- 2008年4月10日 - 電気通信端末機器審査協会 (JATE)通過
- 2008年X月X日 - 技術基準適合証明 (TELEC) 通過
- 2008年5月27日 - F906i・F706i・N906i・N906iμ・N906iL・N706i・N706ie・P906i・P706ie・P706iμ・SH906i・SH906iTV・SH706i・SH706ie・SH706iw・SO906i・SO706i・L706ie・NM706iの開発が発表。
- 2008年7月1日 - 発売開始